# Vöhl

Ortsteile von Vöhl

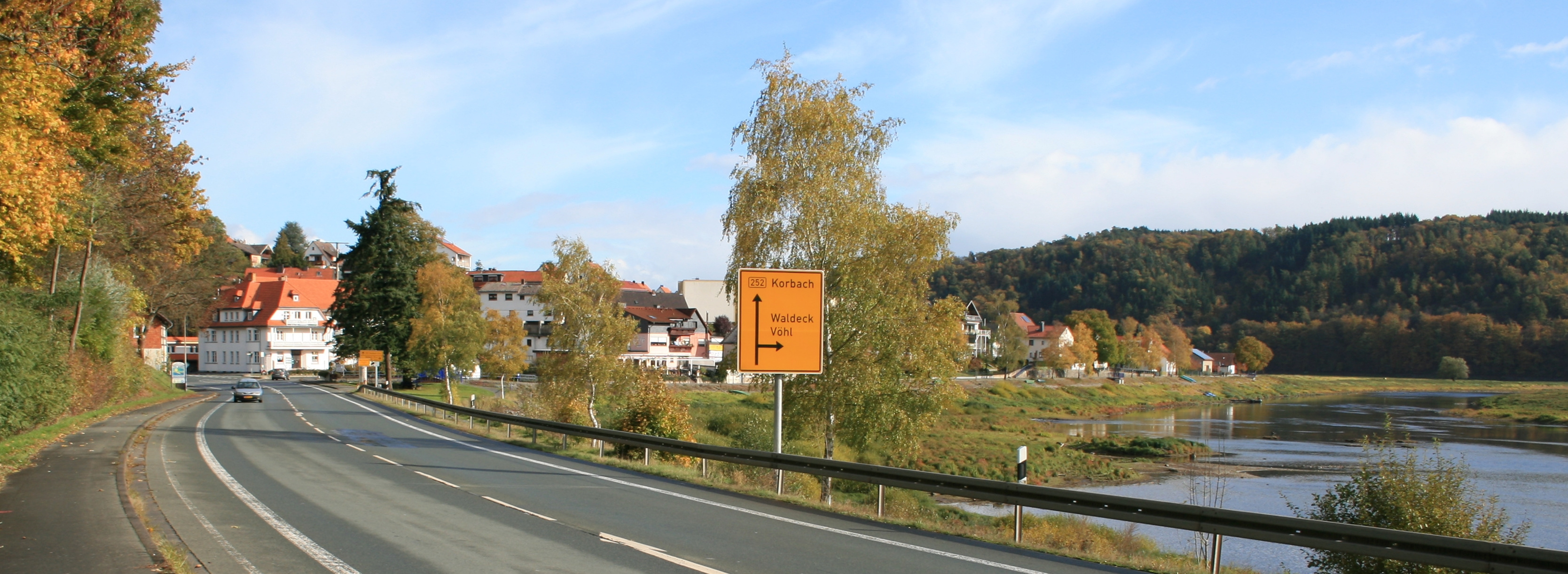
Westliches Ende des Edersees beim Ortsteil Herzhausen

Vöhl ist eine Gemeinde im nordhessischen Landkreis Waldeck-Frankenberg. Überregional bekannt ist Vöhl durch seine Lage am Edersee und im Naturpark Kellerwald-Edersee und Nationalpark Kellerwald-Edersee. In Bezug auf diesen trägt die Gemeinde seit dem 21. Februar 2019 die amtliche Zusatzbezeichnung Nationalparkgemeinde.
Der Ortsteil Oberorke ist ein anerkannter Luftkurort, der Kernort Vöhl sowie die Ortsteile Asel und Marienhagen sind als Erholungsorte anerkannt.

## Geografie

### Geografische Lage
Der Kernort der Gemeinde Vöhl liegt etwa 40 km (Luftlinie) westsüdwestlich von Kassel im Nordteil des Naturparks Kellerwald-Edersee auf den nördlich des Edersees gelegenen Anhöhen; südlich des Stausees erstreckt sich der Nationalpark Kellerwald-Edersee. Das Gemeindegebiet befindet sich auf beiden Seiten des Edersees an dessen westlichem Ende.
Der Kernort Vöhl liegt in einem Talkessel des Aselbachs, der sich in Richtung Süden entlang des Bachlaufs zum Edersee hin öffnet. Insbesondere westlich, südlich und östlich ist er von Wald umgeben, in nördlichen Richtungen erstrecken sich landwirtschaftlich genutzte Flächen.

### Nachbargemeinden
Vöhl grenzt im Norden an die Stadt Korbach, im Osten an die Stadt Waldeck und die Gemeinde Edertal, im Süden an die Städte Frankenau und Frankenberg, sowie im Westen an die Stadt Lichtenfels (alle im Landkreis Waldeck-Frankenberg).

### Gemeindegliederung
Die Vöhler Ortsteile, die nach Einwohnerzahl zumeist nur sehr klein sind, breiten sich – nordwestlich und südöstlich  – am westlichen Ende des Edersees aus (alphabetisch sortiert):
| - Asel - Basdorf - Buchenberg - Dorfitter - Ederbringhausen | - Harbshausen - Herzhausen - Kirchlotheim - Marienhagen - Niederorke | - Obernburg mit Weiler Hof Lauterbach - Oberorke - Schmittlotheim - Thalitter - Vöhl (Sitz der Gemeindeverwaltung) |

### Gewässer
Zu den Gewässern im Gemeindegebiet von Vöhl gehören (alphabetisch sortiert):
Fließgewässer:
- Aselbach (Zufluss von Eder/Edersee; zwischen Asel und Asel-Süd)
- Eder (Zufluss von Edersee/Fulda; bei Herzhausen)
- Itter (Zufluss von Eder/Edersee; bei Herzhausen)
- Lorfe (Lorfebach; Zufluss der Eder; bei Schmittlotheim)
- Orke (Zufluss der Eder; bei Ederbringhausen)
- Sasselbach (Zufluss der Orke; bei Ederbringhausen)

Stillgewässer:
- Edersee (Stausee an der Eder)
- See bei Kirchlotheim (ehem. Kiesbaggersee; heutiger Badesee)

## Geschichte

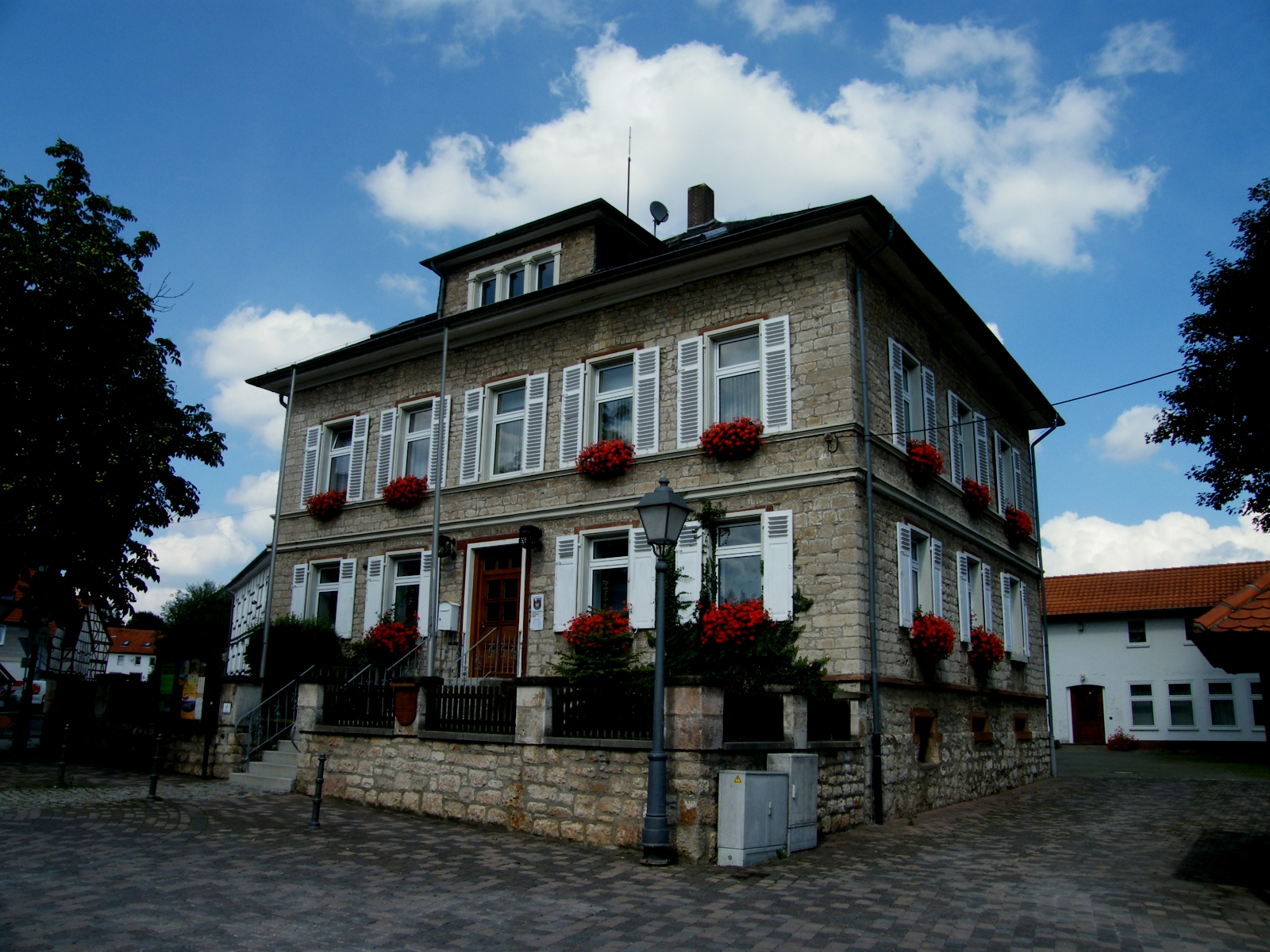
Rathaus der Gemeinde Vöhl

### Urgeschichte
Bodenfunde belegen eine kontinuierliche Besiedelung der Gegend seit der Steinzeit.

### Mittelalter
Im Frühmittelalter verlief hier die Grenze zwischen sächsischem und fränkischem Stammesgebiet, was sich noch heute an der Sprachgrenze zwischen Mitteldeutsch und Niederdeutsch erkennen lässt, die das Gemeindegebiet in West-Ost-Richtung durchquert.
Das Gebiet der Gemeinde Vöhl deckt sich im Wesentlichen mit dem der ehemaligen Herrschaft Itter, die sich im Hochmittelalter im vormaligen Ittergau ausbildete. Nach dem Tod des letzten Herrn zu Itter im Jahre 1356 wurde die Herrschaft zwischen der Landgrafschaft Hessen und Kurmainz geteilt. Nach zwischenzeitlicher Verpfändung an die Grafen von Waldeck und die Herren Wolff von Gudenberg gelangte die Herrschaft Itter endgültig und vollständig 1589 an Hessen. Ab 1604 zwischen den Landgrafen von Hessen-Kassel und ihren Vettern von Hessen-Darmstadt umstritten, fiel sie 1650 endgültig als Exklave an die Landgrafschaft Hessen-Darmstadt.
Der Kernort Vöhl wurde erstmals im Jahre 1144 als „Vohulen“ urkundlich erwähnt, bestand vermutlich aber schon viel früher. Er gehörte zur Herrschaft Itter.
1381/83 wurde Thile I. Wolff von Gudenberg Besitzer der Herrschaft Itter, da Waldeck und Hessen ihm ihre jeweiligen Anteile verpfändeten. Er verlegte seine Residenz nach Vöhl, wo er südlich des Dorfes eine Burg errichten ließ.

### Frühe Neuzeit
1542 lösten die Waldecker, 1562 schließlich auch die Landgrafen von Hessen ihr Pfand ein.
Während der nächsten Jahrzehnte wechselte die Herrschaft Itter mehrmals den Besitzer, insbesondere auch während des Dreißigjährigen Krieges. Am 14. Mai 1639 – die Herrschaft gehörte gerade zur Landgrafschaft Hessen-Darmstadt – übertrug Landgraf Ludwig V. die Herrschaft Itter mit Schloss und zugehörigen Dörfern als Paragium an seinen Bruder Philipp, der allerdings weiter in seinem Schloss in Butzbach residierte. Allerdings kam Philipp noch im Mai für kurze Zeit nach Vöhl, um sich von seinen neuen Untertanen huldigen zu lassen. Nach seinem Tod 1643 wurde die Herrschaft Itter wieder direkt dem Darmstädter Landgrafen unterstellt. 1650, infolge der Friedensschlüsse zum Dreißigjährigen Krieg, wurde die Herrschaft Itter endgültig Hessen-Darmstadt zugesprochen, bei dem sie über 200 Jahre verblieb.
Nach dem Tod des Landgrafen Georg II. wurde die Herrschaft Itter 1661 als Paragium seinem zweiten Sohn Georg übertragen. Dieser ließ 1663 das alte Schloss der Wolff von Gudenberg in Vöhl renovieren und zur barocken Residenz ausbauen. Auf Georgs Bitten hatte sein Bruder, der regierende Landgraf Ludwig VI., schon am 12. September 1661 Vöhl zu einem Marktflecken erhoben und ihm das Recht verliehen, jährlich drei Märkte abzuhalten: am Mittwoch nach Judika (2. Sonntag vor Ostern), am Laurentiustag (10. August) und am Martinstag (11. November). 1852 wurden diese drei Krammärkte auf den 7. Mai, den 4. August und den 8. Oktober verlegt und mit Viehmärkten verbunden. Nur der Martinsmarkt behielt mit Zwischenpausen eine längere Tradition und wurde am 28. Oktober 1978 neu belebt und wieder alljährlich mit einer Gewerbeschau abgehalten. Georg III. von Hessen zu Itter starb am 19. Juli 1676 in Hof Lauterbach ohne männliche Nachkommen und sein Paragium fiel an die Hauptlinie des Geschlechts in Darmstadt zurück. 1691, unter Landgraf Ernst Ludwig, wurde die Herrschaft Itter für 80.000 Gulden an Johann Matthäus Koch von Gailenbach verpfändet. Bereits 1695 löste Ernst Ludwig das Pfand wieder ein.

### Neuzeit
Die Landgrafschaft Hessen-Darmstadt wurde 1806 zum Großherzogtum Hessen. Dort lag Vöhl in dessen Provinz Oberhessen. 1821 wurden im Zuge einer hessen-darmstädtischen Verwaltungsreform die Ämter aufgelöst und die Verwaltung von der Rechtsprechung getrennt; dabei wurde aus der bisherigen Herrschaft Itter der Landratsbezirk Vöhl und der Gerichtsbezirk des Landgerichts Vöhl. In einer weiteren Verwaltungsreform wurden 1832 die Landratsbezirke zu Kreisen zusammengefasst. Der Landratsbezirk Vöhl ging dabei gemeinsam mit den Landratsbezirken Battenberg und Gladenbach in dem neuen Kreis Biedenkopf auf, aber aufgrund der abseitigen Lage des Landratsbezirks Vöhl wurde diese Reform nicht wirklich vollzogen: Er behielt einen Sonderstatus, wurde nicht vollständig in den Kreis Biedenkopf integriert und der bisherige Landrat amtierte mit dem Titel „Kreisrat“ weiter. Dieses Konstrukt endete mit der Märzrevolution 1848, als im Großherzogtum einzig Regierungsbezirke als mittlere Ebene zwischen der Staatsregierung und den Gemeinden eingerichtet wurden. Diese Verwaltungsreform wurde nach dem Sieg der restaurativen Kräfte in der Reaktionsära 1852 wieder rückgängig gemacht und ein eigenständiger Kreis Vöhl geschaffen.
Der Kreis Vöhl gehörte zu den Landesteilen, die das Großherzogtum nach dem verlorenen Krieg von 1866 mit dem Friedensvertrag vom 3. September 1866 an Preußen abtreten musste. Aus dem Landgericht Vöhl wurde das Amtsgericht Vöhl. Der Kreis Vöhl blieb als eigener Verwaltungsbezirk in der von Kassel aus verwalteten Provinz Hessen-Nassau erhalten, aber der Amtmann wurde dem Landrat in Frankenberg unterstellt. 20 Jahre lang behielt der frühere Kreis Vöhl noch besondere Rechte, doch am 1. April 1886 wurde der Verwaltungsbezirk aufgehoben und dem Kreis Frankenberg eingegliedert. Das Amtsgericht Vöhl blieb noch bis 1932 bestehen.
Hessische Gebietsreform (1970–1977)
Zum 1. Februar 1971 erfolgte im Zuge der Gebietsreform in Hessen die freiwillige fusionierten die Gemeinden Dorfitter, Herzhausen und Thalitter zur Gemeinde Ittertal sowie der Gemeinden Asel, Basdorf und Vöhl zur erweiterten Gemeinde Vöhl. Am 31. Dezember 1971 bildete sich die neue Gemeinde Hessenstein aus den bis dahin eigenständigen Gemeinden Buchenberg, Ederbringhausen, Harbshausen, Kirchlotheim, Niederorke, Oberorke und Schmittlotheim. Die Gemeinden Marienhagen und Obernburg blieben vorerst selbständig.
Am 1. Januar 1974 wurden die Gemeinden Hessenstein, Ittertal, Marienhagen, Obernburg und Vöhl kraft Landesgesetz zur Großgemeinde Vöhl zusammengeschlossen. Verwaltungssitz ist der Ortsteil Vöhl.
Für alle ehemals eigenständigen Gemeinden wurden Ortsbezirke mit Ortsbeirat und Ortsvorsteher nach der Hessischen Gemeindeordnung gebildet.

### Verwaltungsgeschichte im Überblick
Die folgende Liste zeigt die Staaten und Verwaltungseinheiten, denen Vöhl angehört(e):
- vor 1356: Heiliges Römisches Reich, Herrschaft Itter
- 1356–1590: Heiliges Römisches Reich, Landesherrschaft strittig zwischen Landgrafschaft Hessen, Kurmainz und Grafschaft Waldeck, Herrschaft Itter
- ab 1590: Heiliges Römisches Reich, Landgrafschaft Hessen-Marburg, Herrschaft Itter
- 1604–1648: Heiliges Römisches Reich, strittig zwischen Hessen-Kassel und Hessen-Darmstadt (Hessenkrieg)[13]
- ab 1604: Heiliges Römisches Reich, Landgrafschaft Hessen-Kassel, Amt Herrschaft Itter
- ab 1627: Heiliges Römisches Reich, Landgrafschaft Hessen-Darmstadt, Amt Herrschaft Itter[14][15]
- ab 1806: Großherzogtum Hessen,[Anm. 2] Fürstentum Oberhessen (1803–1816), Amt Herrschaft Itter[16]
- ab 1816: Großherzogtum Hessen, Provinz Oberhessen, Amt Herrschaft Itter[17]
- ab 1821: Großherzogtum Hessen, Provinz Oberhessen, Landratsbezirk Vöhl[Anm. 3]
- ab 1848: Großherzogtum Hessen, Regierungsbezirk Biedenkopf
- ab 1852: Großherzogtum Hessen, Provinz Oberhessen, Kreis Vöhl
- ab 1867: Königreich Preußen,[Anm. 4] Provinz Hessen-Nassau, Regierungsbezirk Kassel, Kreis Frankenberg[15]
- ab 1871: Deutsches Reich, Königreich Preußen, Provinz Hessen-Nassau, Regierungsbezirk Kassel, Kreis Frankenberg
- ab 1918: Deutsches Reich, Freistaat Preußen, Provinz Hessen-Nassau, Regierungsbezirk Kassel, Kreis Frankenberg
- ab 1942: Deutsches Reich, Freistaat Preußen, Provinz Hessen-Nassau, Regierungsbezirk Kassel, Landkreis Waldeck
- ab 1944: Deutsches Reich, Freistaat Preußen, Provinz Kurhessen, Landkreis Waldeck
- ab 1945: Deutsches Reich, Amerikanische Besatzungszone,[Anm. 5] Groß-Hessen, Regierungsbezirk Kassel, Landkreis Waldeck
- ab 1946: Deutsches Reich, Amerikanische Besatzungszone, Hessen, Regierungsbezirk Kassel, Landkreis Waldeck
- ab 1949: Bundesrepublik Deutschland, Hessen, Regierungsbezirk Kassel, Landkreis Waldeck
- ab 1974: Bundesrepublik Deutschland, Hessen, Regierungsbezirk Kassel, Landkreis Waldeck-Frankenberg

## Bevölkerung

### Einwohnerstruktur 2011
Nach den Erhebungen des Zensus 2011 lebten am Stichtag, dem 9. Mai 2011, in Vöhl 5863 Einwohner. Darunter waren 127 (2,2 %) Ausländer, von denen 83 aus dem EU-Ausland, 29 aus anderen europäischen Ländern und 15 aus anderen Staaten kamen. (Bis zum Jahr 2020 erhöhte sich die Ausländerquote auf 4,3 %.) Nach dem Lebensalter waren 156 Einwohner unter 18 Jahren, 394 zwischen 18 und 49, 219 zwischen 50 und 64 und 279 Einwohner waren älter. Die Einwohner lebten in 2542 Haushalten. Davon waren 722 Singlehaushalte, 786 Paare ohne Kinder und 802 Paare mit Kindern, sowie 204 Alleinerziehende und 28 Wohngemeinschaften. In 126 Haushalten lebten ausschließlich Senioren/-innen und in 273 Haushaltungen leben keine Senioren/-innen.

### Einwohnerentwicklung
| Quelle: Historisches Ortslexikon |                              |
| • 1585:                          | 44 Haushaltungen             |
| • 1629:                          | 35 Haushaltungen             |
| • 1742:                          | 57 Haushaltungen und 3 Juden |
| • 1806:                          | 440 Einwohner, 67 Häuser     |
| • 1829:                          | 514 Einwohner, 73 Häuser     |

| Vöhl: Einwohnerzahlen von 1791 bis 2020 | Vöhl: Einwohnerzahlen von 1791 bis 2020 | Vöhl: Einwohnerzahlen von 1791 bis 2020 | Vöhl: Einwohnerzahlen von 1791 bis 2020 | Vöhl: Einwohnerzahlen von 1791 bis 2020 |
| --- | --------------------------------------- | --------------------------------------- | --------------------------------------- | --------------------------------------- |
| Jahr |                                         |                                         |                                         | Einwohner                               |
| 1791 | 1791                                    |                                         | 288                                     | 288                                     |
| 1800 | 1800                                    |                                         | 406                                     | 406                                     |
| 1806 | 1806                                    |                                         | 440                                     | 440                                     |
| 1829 | 1829                                    |                                         | 514                                     | 514                                     |
| 1834 | 1834                                    |                                         | 515                                     | 515                                     |
| 1840 | 1840                                    |                                         | 553                                     | 553                                     |
| 1846 | 1846                                    |                                         | 672                                     | 672                                     |
| 1852 | 1852                                    |                                         | 788                                     | 788                                     |
| 1858 | 1858                                    |                                         | 691                                     | 691                                     |
| 1864 | 1864                                    |                                         | 750                                     | 750                                     |
| 1871 | 1871                                    |                                         | 677                                     | 677                                     |
| 1875 | 1875                                    |                                         | 661                                     | 661                                     |
| 1885 | 1885                                    |                                         | 760                                     | 760                                     |
| 1895 | 1895                                    |                                         | 748                                     | 748                                     |
| 1905 | 1905                                    |                                         | 655                                     | 655                                     |
| 1910 | 1910                                    |                                         | 669                                     | 669                                     |
| 1925 | 1925                                    |                                         | 646                                     | 646                                     |
| 1939 | 1939                                    |                                         | 649                                     | 649                                     |
| 1946 | 1946                                    |                                         | 1.056                                   | 1.056                                   |
| 1950 | 1950                                    |                                         | 972                                     | 972                                     |
| 1956 | 1956                                    |                                         | 891                                     | 891                                     |
| 1961 | 1961                                    |                                         | 828                                     | 828                                     |
| 1967 | 1967                                    |                                         | 992                                     | 992                                     |
| 1973 | 1973                                    |                                         | 5.439                                   | 5.439                                   |
| 1975 | 1975                                    |                                         | 5.454                                   | 5.454                                   |
| 1980 | 1980                                    |                                         | 5.720                                   | 5.720                                   |
| 1985 | 1985                                    |                                         | 5.753                                   | 5.753                                   |
| 1990 | 1990                                    |                                         | 6.237                                   | 6.237                                   |
| 1995 | 1995                                    |                                         | 6.562                                   | 6.562                                   |
| 2000 | 2000                                    |                                         | 6.396                                   | 6.396                                   |
| 2005 | 2005                                    |                                         | 6.222                                   | 6.222                                   |
| 2010 | 2010                                    |                                         | 6.037                                   | 6.037                                   |
| 2011 | 2011                                    |                                         | 5.863                                   | 5.863                                   |
| 2015 | 2015                                    |                                         | 5.616                                   | 5.616                                   |
| 2020 | 2020                                    |                                         | 5.468                                   | 5.468                                   |
| Datenquelle: Historisches Gemeindeverzeichnis für Hessen: Die Bevölkerung der Gemeinden 1834 bis 1967. Wiesbaden: Hessisches Statistisches Landesamt, 1968. Weitere Quellen: Hessisches Statistisches Informationssystem; Zensus 2011 Ab 1973 einschließlich der im Zuge der Gebietsreform in Hessen eingegliederten Orte. |                                         |                                         |                                         |                                         |

### Historische Religionszugehörigkeit
- 1829: 437 evangelische (= 85,02 %), ein katholischer (= 0,19 %), 76 jüdische (= 14,79 %) Einwohner[21]
- 1987: 4572 evangelische (= 81,9 %), 571 katholische (= 10,2 %), 438 sonstige (= 7,8 %) Einwohner[22]
- 2011: 4158 evangelische (= 70,9 %), 650 katholische (= 11,1 %), 1055 sonstige (= 18,0 %) Einwohner[22]

## Politik

### Gemeindevertretung
Die Kommunalwahl am 14. März 2021 lieferte folgendes Ergebnis, in Vergleich gesetzt zu früheren Kommunalwahlen:
| Gemeindevertretung – Kommunalwahlen 2021 | Gemeindevertretung – Kommunalwahlen 2021                                               |
| --- | -------------------------------------------------------------------------------------- |
| StimmenanteilWahlbeteiligung 60,1 % 403020100 31,8 (−4,2)24,2 (−1,0)22,1 (−1,9)12,9 (+7,4)8,9 (+1,2)n. k. (−1,8) SPDFWGCDUBI-GrdFDPLinke20162021Anmerkungen:d Bürgerinitiative für Natur- und Umweltschutz Grüne Liste | SitzverteilungInsgesamt 31 Sitze - SPD: 10 - BI-Grüne Li.: 4 - FW: 7 - CDU: 7 - FDP: 3 |

| Parteien und Wählergemeinschaften | Parteien und Wählergemeinschaften                        | % 2021 | Sitze 2021 | % 2016 | Sitze 2016 | % 2011 | Sitze 2011 | % 2006 | Sitze 2006 | % 2001 | Sitze 2001 |
| SPD                               | Sozialdemokratische Partei Deutschlands                  | 31,8   | 10         | 36,0   | 11         | 38,3   | 12         | 37,2   | 11         | 35,1   | 11         |
| FWG                               | Freie Wählergemeinschaft                                 | 24,2   | 7          | 25,2   | 8          | 20,7   | 6          | 21,2   | 7          | 22,3   | 7          |
| CDU                               | Christlich Demokratische Union Deutschlands              | 22,1   | 7          | 24,0   | 7          | 21,2   | 7          | 26,9   | 8          | 26,7   | 8          |
| BI-Grüne Liste                    | Bürgerinitiative für Natur- und Umweltschutz Grüne Liste | 12,9   | 3          | 5,5    | 2          | 12,1   | 4          | 6,1    | 2          | 6,1    | 2          |
| FDP                               | Freie Demokratische Partei                               | 8,9    | 3          | 7,7    | 2          | 7,0    | 2          | 8,6    | 3          | 9,7    | 3          |
| Linke                             | Die Linke                                                | —      | —          | 1,8    | 1          | 0,6    | 0          | —      | —          | —      | —          |
| Gesamt                            | Gesamt                                                   | 100,0  | 31         | 100,0  | 31         | 100,0  | 31         | 100,0  | 31         | 100,0  | 31         |
| Wahlbeteiligung in %              | Wahlbeteiligung in %                                     | 60,1   | 60,1       | 60,0   | 60,0       | 60,1   | 60,1       | 60,1   | 60,1       | 66,5   | 66,5       |

### Bürgermeister
Nach der hessischen Kommunalverfassung wird der Bürgermeister für eine sechsjährige Amtszeit gewählt, seit dem Jahr 1993 in einer Direktwahl, und ist Vorsitzender des Gemeindevorstands, dem in der Gemeinde Vöhl neben dem Bürgermeister ehrenamtlich ein Erster Beigeordneter und sieben weitere Beigeordnete angehören. Bürgermeister ist seit dem 1. Dezember 2019 der parteiunabhängige Karsten Kalhöfer. Er wurde als Nachfolger von Matthias Stappert, der nach einer Amtszeit nicht wieder kandidiert hatte, am 26. Mai 2019 im ersten Wahlgang bei 66,81 Prozent Wahlbeteiligung mit 75,39 Prozent der Stimmen gewählt. Es folgte eine Wiederwahl ohne Gegenkandidaten im Juni 2025.
Amtszeiten der Bürgermeister
- 2019–2031 Karsten Kalhöfer[28]
- 2013–2019 Matthias Stappert[29]
- 1989–2013 Harald Plünnecke[32]
- 1974–1989 Manfred Steiner[33]

### Wappen
| Wappen von Vöhl | Blasonierung: „Im silbernen Schild auf grünem Grund eine rote, blaubedachte Burg mit heraldisch rechtsgestelltem Turm, davor im blauen Schild einen goldengekrönten und rotgezungten, von Silber und Rot geteilten Löwen.“ |
| Wappen von Vöhl | Das Wappen wurde am 17. August 1977 durch das Hessische Ministerium des Innern genehmigt. |

### Gemeindepartnerschaften
- Mouchard im Département Jura, Frankreich
- Basdorf in Brandenburg, seit 1990

## Kultur und Sehenswürdigkeiten

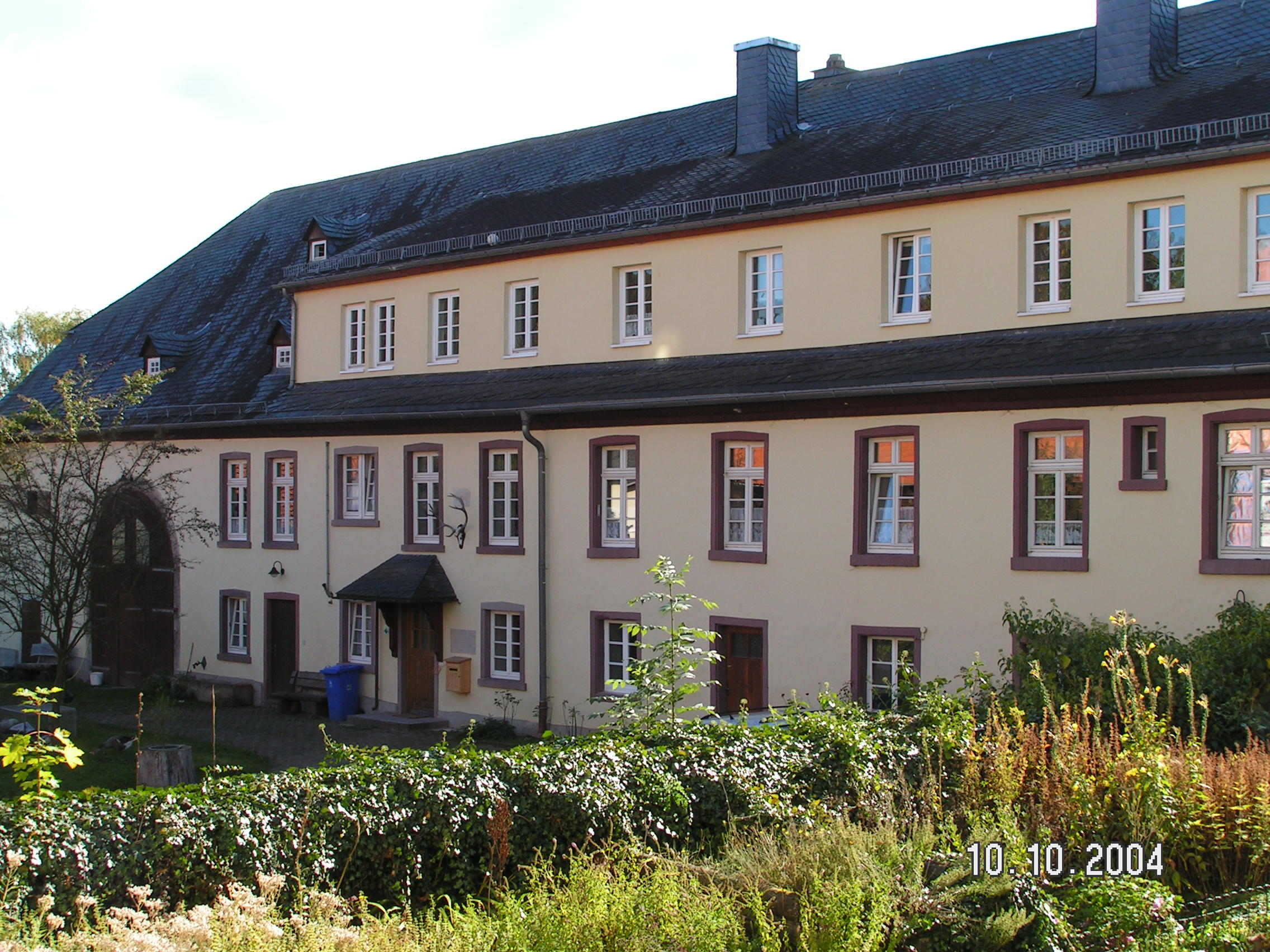
Forstamt Vöhl

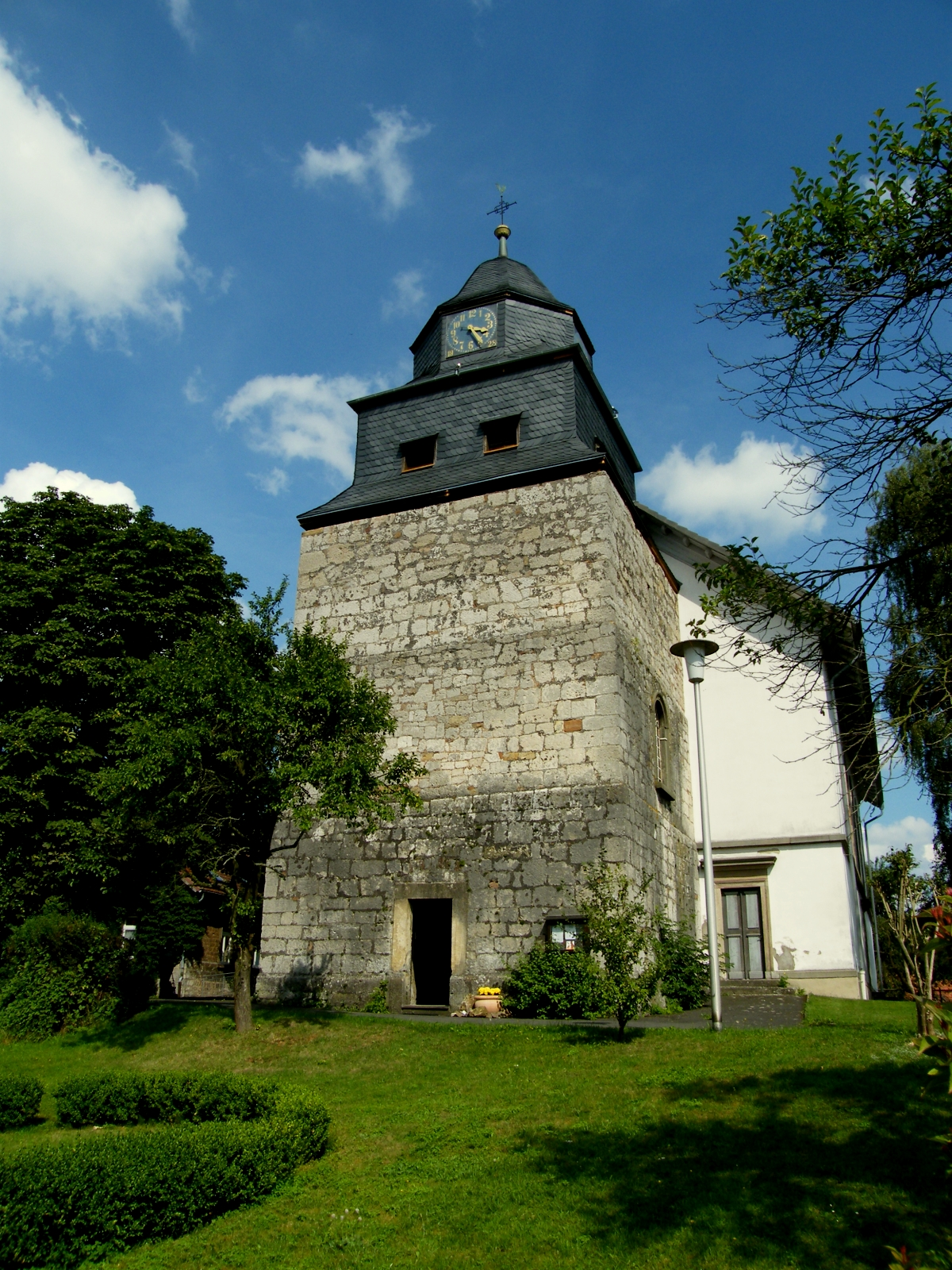
Martinskirche Vöhl

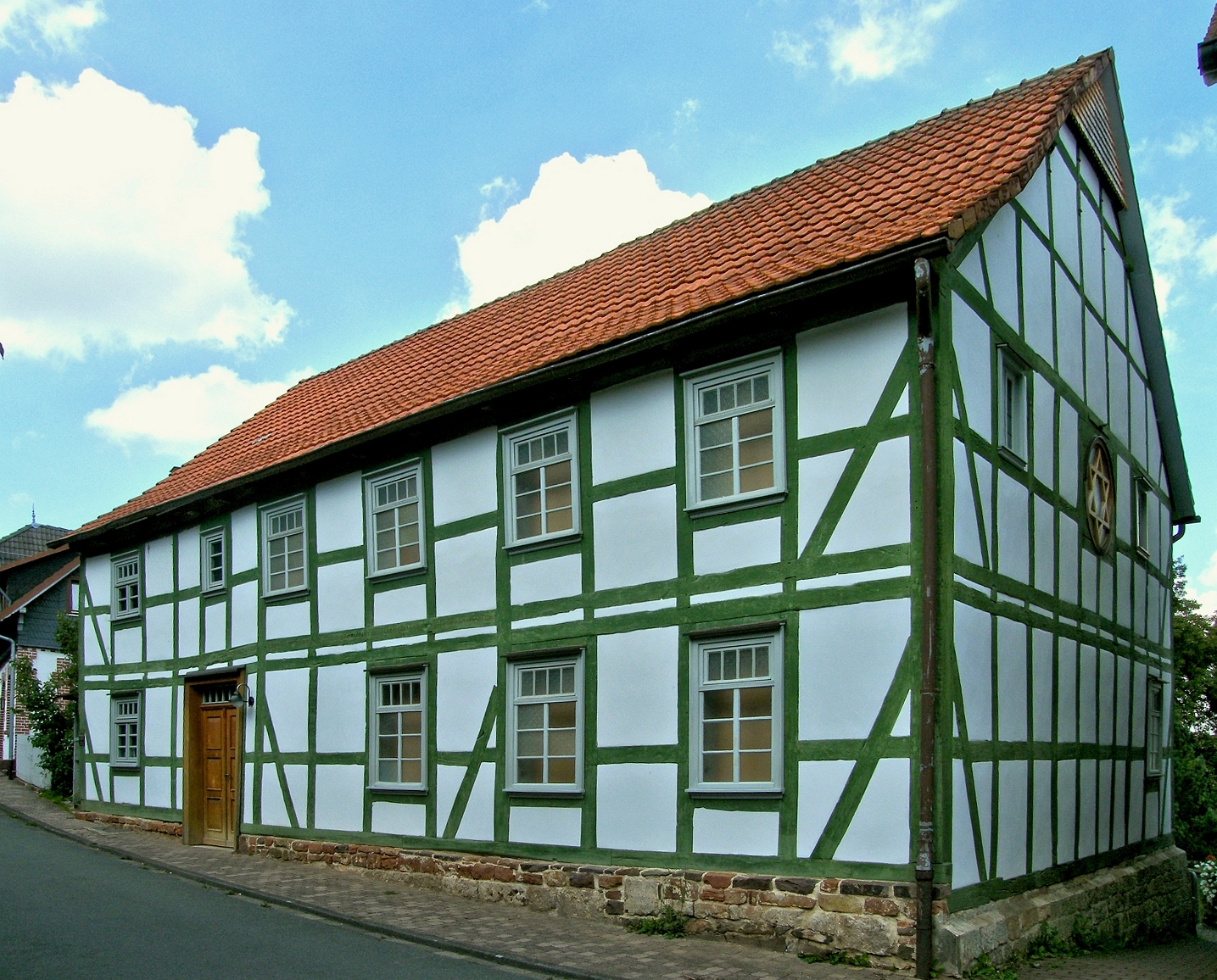
Ehemalige Synagoge

- Rathaus: Das Gebäude wurde in den 1840er Jahren aus Steinen des alten Schlosses errichtet, es diente zunächst als Amtsgericht.
- Steinhaus mit Trauzimmer: Auch das Steinhaus wurde aus Steinen des früheren Schlosses erbaut, allerdings zunächst als Stall. Die Gemeinde erwarb das Haus im Zusammenhang mit der Dorferneuerung um 1990 und baute es um.
- Hessisches Forstamt: Es wurde etwa 1386 erbaut als Wirtschaftsgebäude für das erste Vöhler Schloss. Nach der Aufgabe der Hofhaltung von Landgraf Georg III. wurde es herrschaftliches Meiereigut. Es diente ab 1808 als Dienstsitz des Steuerbeamten (Rezeptur), nach der Annektierung des Kreises Vöhl durch Preußen im Jahre 1866 als Dienstwohnung des preußischen Oberförsters, und ab 1930 auch als Büro der Oberförsterei Vöhl, bzw. des Preußischen Forstamts. Das Gebäude wurde zur 850-Jahr-Feier der Gemeinde Vöhl im Jahre 1994 renoviert. Das Forstamt Vöhl ist heute Teilbetrieb des Landesbetriebes Hessen-Forst.
- Bauhof: Der heutige gemeindliche Bauhof war in früheren Jahrhunderten Bestandteil des Meiereihofes; im 19. Jahrhundert war er wohl Sitz des Kreisrats.
- Henkelhaus: Die heutige „Henkelhalle“ wurde im Jahr 1926 als „Henkelhaus“ im Hand- und Spanndienst von Vöhler Bauern und Handwerkern mit Hilfe einer Spende des in Vöhl geborenen Unternehmers Fritz Henkel, dem Gründer des Henkel-Konzerns, errichtet. Es war zunächst Turnhalle und Jugendherberge. Während des Zweiten Weltkrieges wurden dort Zwangsarbeiter verköstigt. 1989/90 wurde das Gebäude grundlegend renoviert. Es wird heute für Veranstaltungen, Sitzungen und Konferenzen genutzt.
- Martinskirche: Die lutherische Martinskirche auf der Kuppe des Schulbergs bildet das Zentrum des alten Ortskerns. Sie geht auf Vorgängerbauten aus romanischer Zeit zurück.
- Gemeindehaus: Das Gemeindehaus der evangelischen Kirche wurde Mitte der 1840er Jahre aus Steinen des alten Schlosses errichtet und diente bis nach dem Zweiten Weltkrieg als Schule und Lehrerwohnung. Hier wurde der Unternehmer Fritz Henkel geboren, dessen Vater in Vöhl Lehrer, Küster und Rechner der Sparkasse war.
- Katholische Kirche: Eine katholische Kirchengemeinde entstand erst nach dem Zweiten Weltkrieg mit der Zuwanderung von Flüchtlingen und Heimatvertriebenen. Mitte der 1950er Jahre kaufte das Bistum Fulda in der Lindenallee, die damals bebaut wurde, ein Wohnhaus mit LKW-Garage. Aus der Garage wurde dann das heutige Kirchengebäude.
- Grundschule: Schulen gibt es in Vöhl mindestens seit der Reformationszeit. Die heute zur Mittelpunktschule (Henkelschule) gehörenden Gebäude entstanden 1955/56 im Schlosspark und 1965–68 im benachbarten Gründchen.
- Synagoge Vöhl: Die Synagoge, die am 17. Juli 1827 fertiggestellt wurde, war zuerst nur Schule. Am Freitag, dem 28. August 1829, fand die Weihe zur Synagoge statt. Das Gebäude, in der Mittelgasse 9, überstand die Jahre des Nationalsozialismus, wurde ab 2002 von einem örtlichen Förderverein renoviert, und wird heute für kulturelle Veranstaltungen genutzt.[34]

- Edersee, Stausee an der Eder
- „Maislabyrinth am Edersee“ bei Basdorf
- Hutewald bei Basdorf
- Itterburg, Burgruine nahe dem Ortsteil Thalitter
- Burg Hessenstein, Burg nahe Ederbringhausen (ehem. Jugendherberge)
- Keseburg, Burgruine nahe Ederbringhausen
- Burg am Backofen, Altburgstelle nahe dem Ortsteil Schmittlotheim
- Ehrenburg, Burgruine nahe dem Ortsteil Marienhagen
- Hünselburg, Altburgstelle nahe dem Ortsteil Basdorf
- Mückenburg, Altburgstelle nahe dem Ortsteil Kirchlotheim
- Schloss Waldeck, Burganlage bei Waldeck
- benachbarte Mittelgebirge Kellerwald
- Naturpark Kellerwald-Edersee, der einige Gemeindeteile einrahmt
- Nationalpark Kellerwald-Edersee (mit 2008 zwischen Herzhausen und Kirchlotheim eröffnetem „NationalparkZentrum Kellerwald“), der an einige Gemeindeteile grenzt

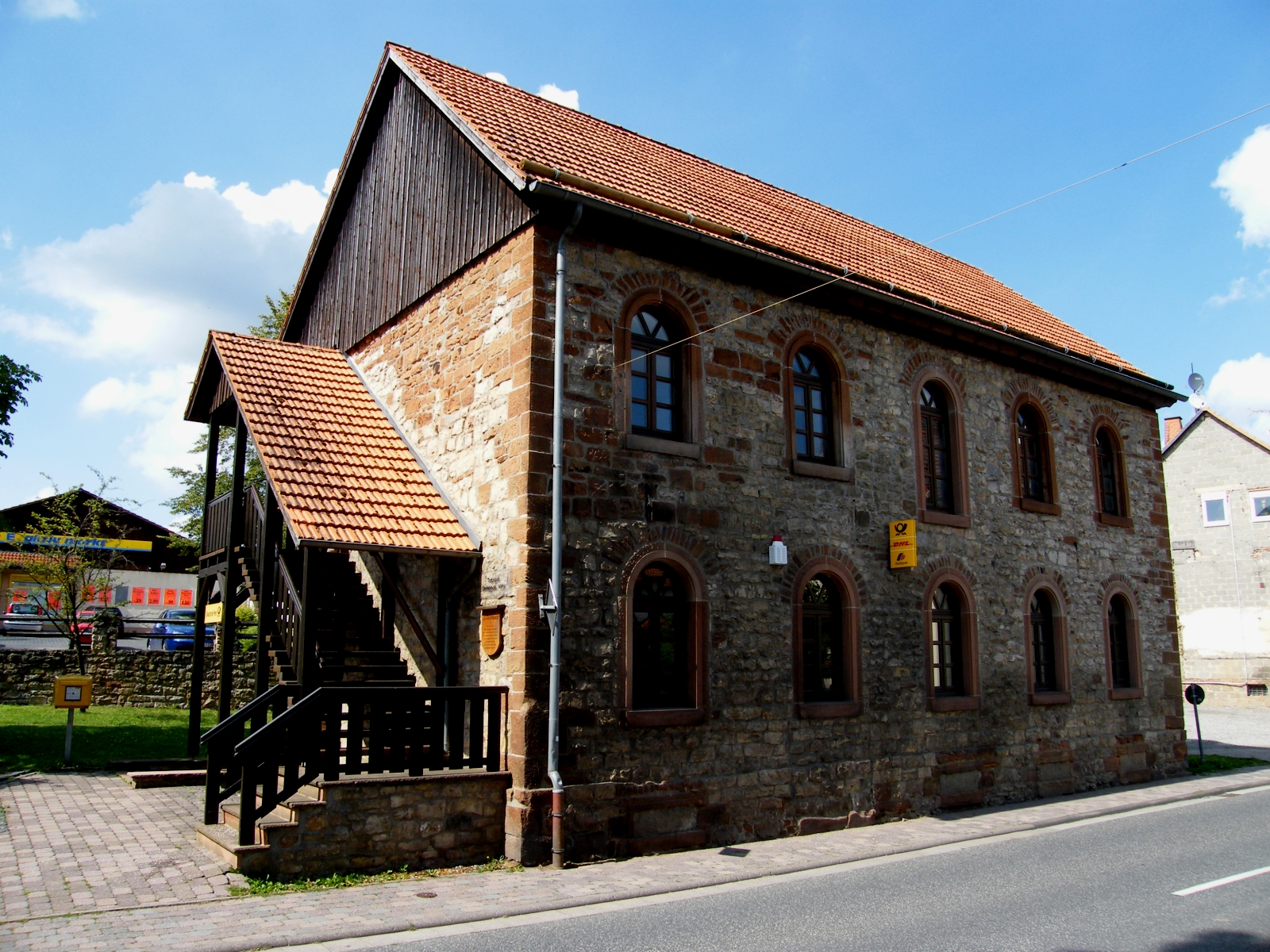
Altes Steinhaus
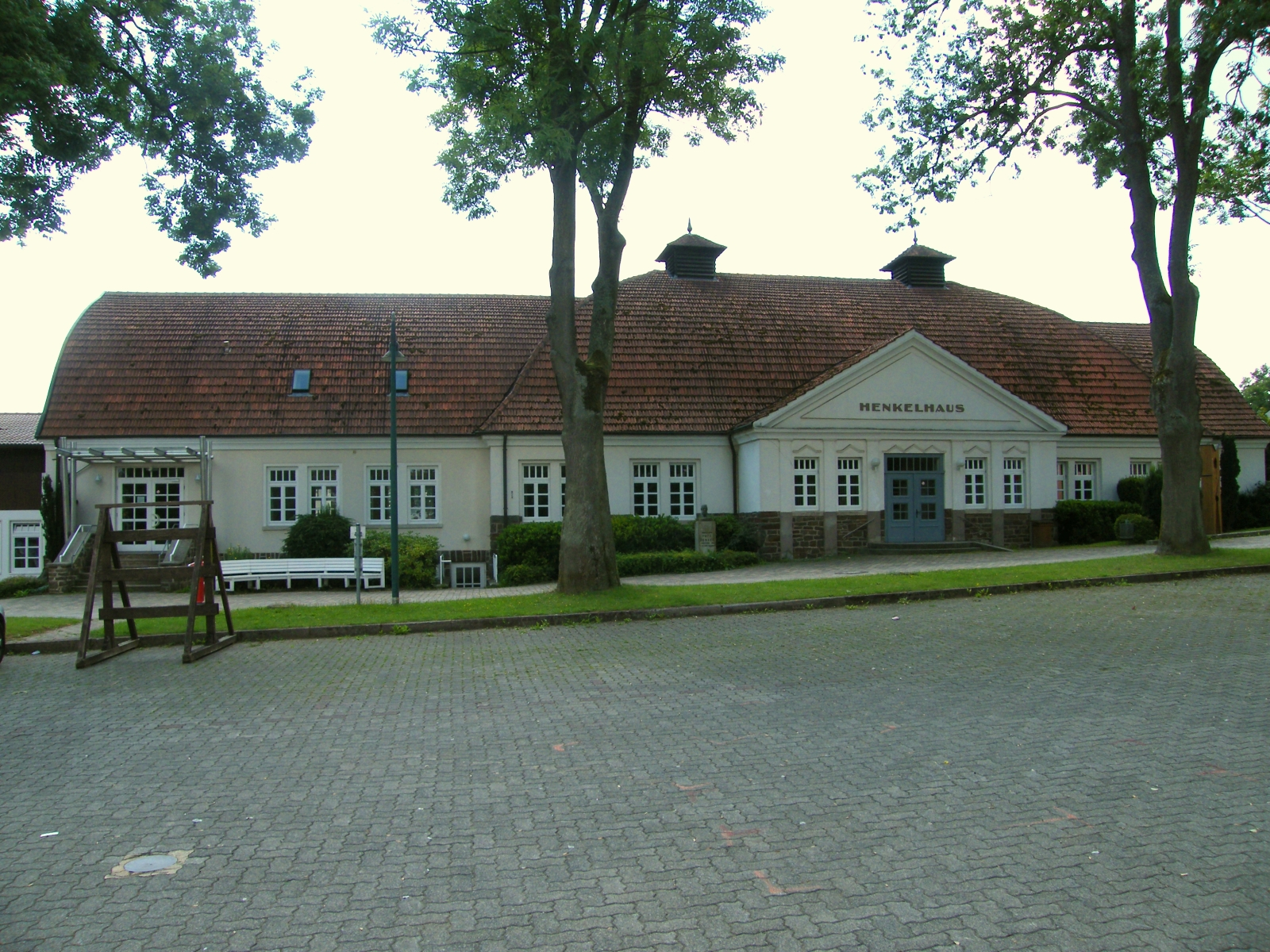
Henkelhaus
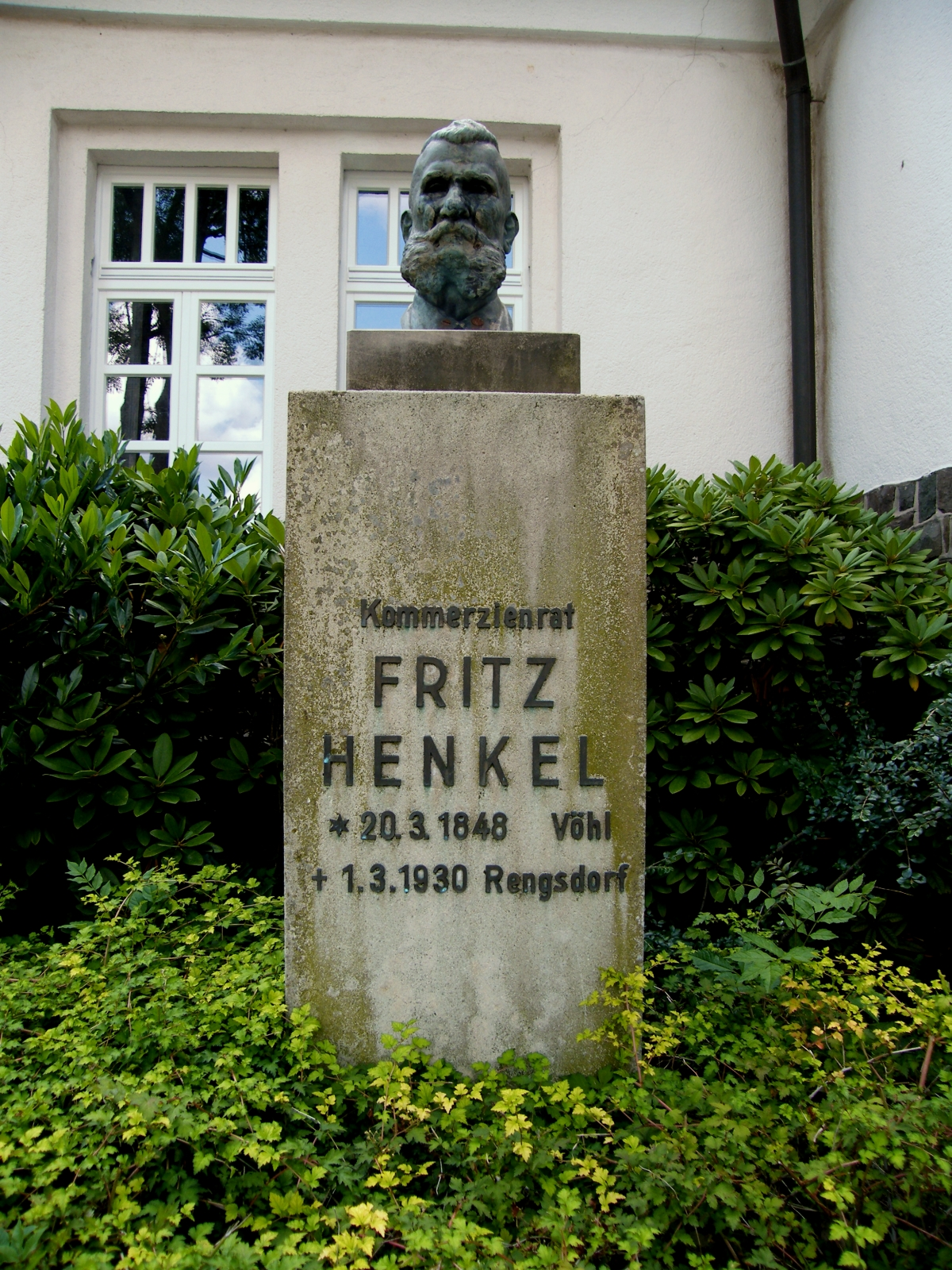
Denkmal Kommerzienrat Fritz Henkel

## Verkehr

### Straße
Die Bundesstraße 252 führt im Abschnitt Korbach–Frankenberg in Nord-Süd-Richtung durch den Westteil des Vöhler Gemeindegebiets. Von dieser Straße zweigt im Ortsteil Herzhausen die Landesstraße 3084 ab, die durch diese Ortschaft und dann nördlich des Edersees zum und durch den Vöhler Kernort und dann weiter bis zum Abschnitt Korbach–Kassel der Bundesstraße 251 führt.

### Eisenbahn
Im Bereich der Gemeinde gibt es vier Haltepunkte an der in diesem Abschnitt 2015 wiedereröffneten Bahnstrecke Warburg–Sarnau: in Thalitter, Herzhausen, Schmittlotheim und Ederbringhausen. Hier verkehren Kurhessenbahn-Züge zwischen den Bahnhöfen Marburg und Brilon. Außerdem besteht Verbindung vom Bahnhof Korbach zum Bahnhof Kassel-Wilhelmshöhe.

### Radfernwege
Entlang der Eder führen folgende Radwanderwege:
- Der 180 Kilometer lange Eder-Radweg beginnt im Rothaargebirge in Nordrhein-Westfalen und heißt hier Ederauenweg. Der größte Teil führt durch Hessen, wo er den Namen Ederradweg trägt. Er folgt dem Lauf der Eder bis Guxhagen, das nahe der Edermündung in die Fulda liegt.

Oranier-Fahrrad-Route

- Ein Fahrradweg auf der Oranier-Route verbindet die Städte Diez, Nassau, Braunfels, Dillenburg, Siegen und Bad Arolsen, die seit vielen Jahrhunderten eng mit dem Königshaus der Niederlande verbunden sind, über rund 400 Kilometer.
- Der Hessische Radfernweg R6 (Vom Waldecker Land ins Rheintal) beginnt in Diemelstadt im Norden Hessens und verläuft mit einer Gesamtlänge von ca. 380 km bis nach Lampertheim in Südhessen.

## Persönlichkeiten
- Thile I. Wolff von Gudenberg († 1404/06), Pfandbesitzer der Herrschaft Itter, Erbauer der Burg in Vöhl
- Georg III. (Hessen-Darmstadt) (1632–1676), paragierter Landgraf von Hessen-Darmstadt zu Itter
- Ludwig Balthasar Müller (1662–1746), Begründer des Kupferbergbaus im Ittertal
- Eduard Neidhardt (1801–1858), hessischer Beamter und Politiker
- Fritz Henkel (1848–1930), Industrieller, Gründer des Henkel-Konzerns
- Willi Evers (1885–1968), Arzt, Initiator von Henkelhalle und Schwimmbad sowie Gründer des Vöhler Sportvereins
- Michael Wolfgang Drewes (* 1944), Architekt, Kunst- und Bauhistoriker, Komponist
- Jan Jansen (* 1945), niederländischer Bahnradsportler, geboren in Basdorf
- Felicitas Woll (* 1980), Schauspielerin